# Preludii (Chopin)

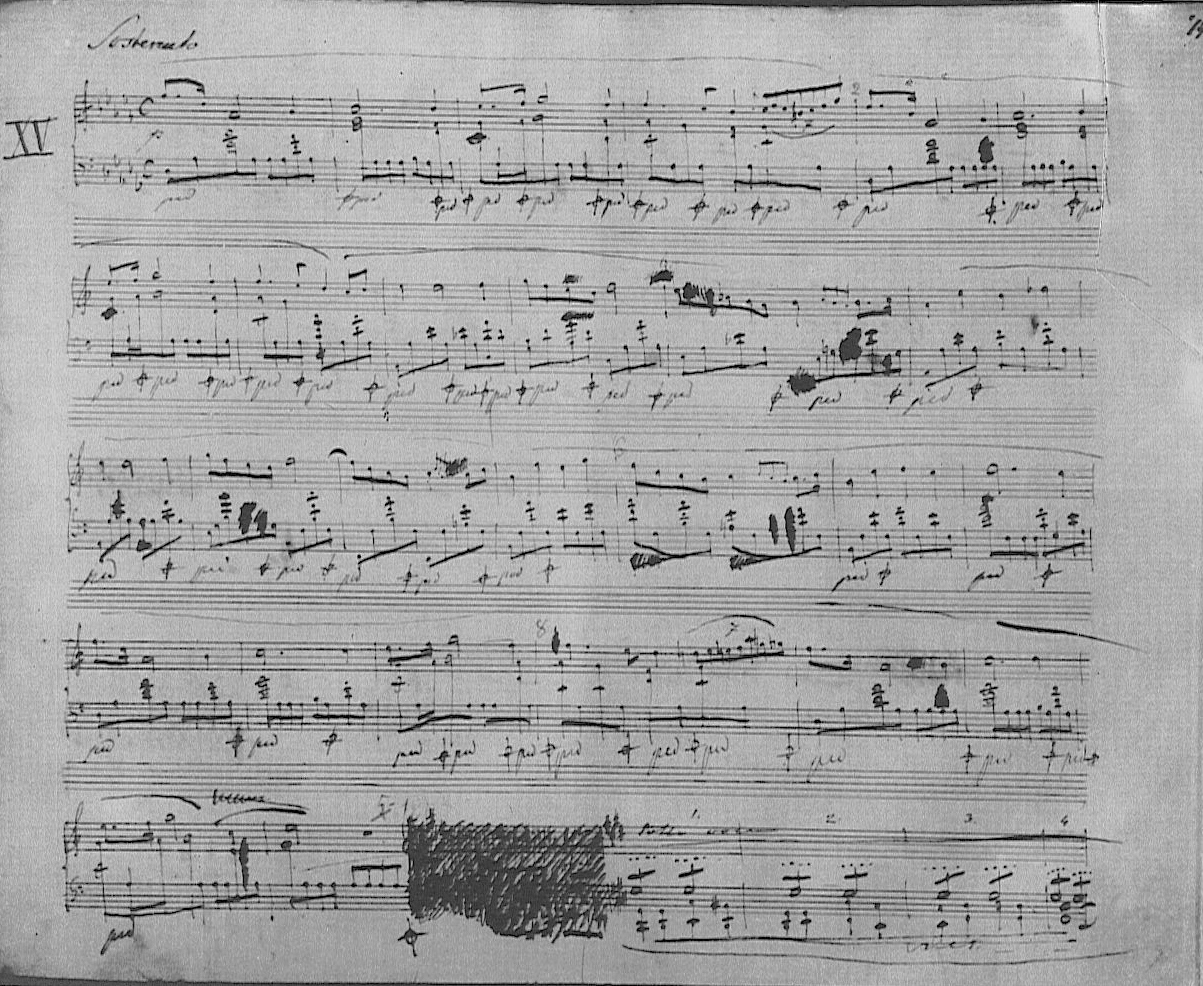
Autograf de pe prima pagină a preludiului lui Chopin nr. 15, "Raindrop"

Frédéric Chopin scris un număr de preludii pentru pian solo . Ciclul său de 24 de preludii , op. 28, acoperă toate cheile majore și minore. În plus, Chopin a scris alte trei preludii: un preludiu în C ♯ minor, Op. 45; o piesă în A ♭ major din 1834; și o piesă neterminată în E ♭ minor. Acestea sunt denumite uneori numerele 25, 26 și, respectiv, 27.

## 24 de Preludii, Op. 28
Cele 24 de preludii, Op. 28, sunt un set de piese scurte pentru pian, unul în fiecare dintre cele douăzeci și patru de chei , publicat inițial în 1839.
Chopin le -a scris între 1835 și 1839, parțial la Valldemossa , Mallorca , unde a petrecut iarna lui 1838-1839 și unde a fugit cu George Sand și copiii ei pentru a scăpa de vremea umedă de la Paris.  În Mallorca, Chopin avea o copie a clasei lui Bach, " The Well-Tempered Clavier" , și ca în fiecare dintre cele două seturi de preludii și fuguri ale lui Bach , Op. Setul 28 cuprinde un ciclu complet al cheilor majore și minore, deși cu o comandă diferită. 
Manuscrisul , care Chopin atent l-a pregătit pentru publicare, poartă o dedicație pentru pianistul și compozitorul german Joseph Christoph Kessler .  Ediția franceză a fost dedicată producătorului de pian și editorului Camille Pleyel , care a comandat lucrările pentru 2.000 de franci (echivalentul a aproape 30.000 de dolari în prezent).  Ediția germană a fost dedicată lui Kessler, care cu zece ani mai devreme și-a dedicat propriul set de 24 de preludii, op. 31, lui Chopin.
În timp ce termenul "preludiu" a fost folosit până acum pentru a descrie o piesă introductivă, piesele lui Chopin sunt niște unități autonome, fiecare transmițând o idee sau emoție specifică. A conferit astfel un nou sens unui titlu de gen care în acel moment era adesea asociat cu "preludiul" improvizator.  În publicarea a 24 de preludii împreună ca un singur opus, care cuprinde miniaturi care ar putea fi folosite pentru a introduce altă muzică sau ca opere autonome, Chopin a contestat atitudinile contemporane referitoare la valoarea formelor muzicale mici. 
În timp ce Bach și-a aranjat colecția de 48 de preludii și fuguri în funcție de cheile separate de semitele în creștere , secvența cheie a lui Chopin este un cerc de cincime , fiecare cheie importantă fiind urmată de minorul său relativ și așa mai departe (C major, A Minor , G major, E minor, etc.). Deoarece această secvență de chei asociate este mult mai apropiată de practica armonică comună, se crede că Chopin ar fi putut concepe ciclul ca o singură entitate de performanță pentru recitalul continuu.  O opinie contrară este că setul nu a fost niciodată destinat pentru o performanță continuă și că preludiile individuale au fost într-adevăr concepute ca posibile introduceri pentru alte opere. 
Chopin însuși nu a mai cântat mai mult de patru preludii la niciun spectacol public.  În zilele noastre, setul complet de Op. 28 preludii au devenit repertoriu, iar mulți pianiști de concert au înregistrat întregul set, începând cu Alfred Cortot în 1926.
Ca și în celelalte lucrări ale sale, Chopin nu a atașat el însuși nume sau descrieri vreunui op. 28 preludii, spre deosebire de multe dintre piesele lui Robert Schumann și Franz Liszt .

## Alte preludii ale lui Chopin

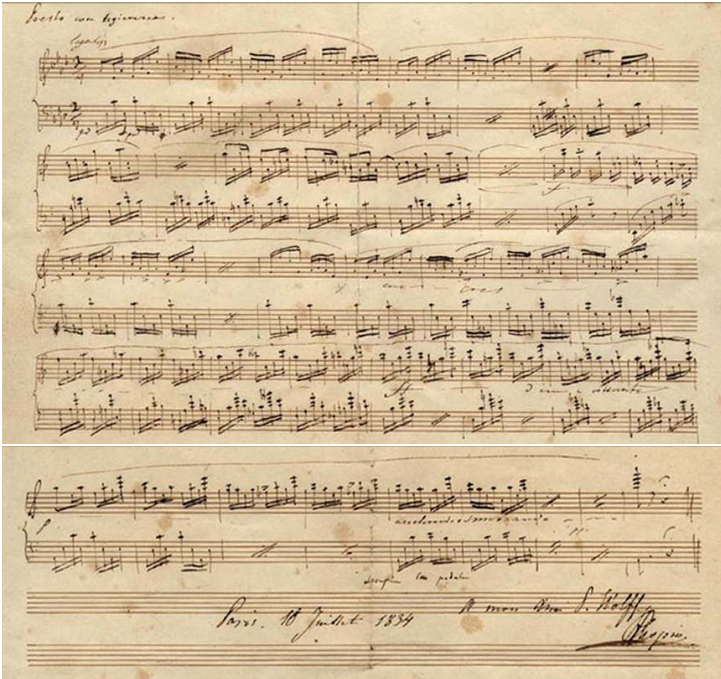
Prelude No. 26 (autograf)

Chopin a scris alte trei preludii.

### Preludiul nr.25 (Op.45)
Preludiul în C ♯ minor, Op. 45 (enumerată uneori sub numele de Prelude nr. 25), a fost compusă în 1841.  A fost dedicată prințesei E. Czernicheff (Elisaweta Tschernyschewa) și conține extensii foarte largi și modulații cromatice extrem de expresive și eficiente, pe o tematică destul de uniformă.

### Preludiul nr.26
Untitled Presto con leggierezza în A ♭ major a fost compus în 1834 ca un cadou pentru Pierre Wolff și publicat la Geneva în 1918.  Uneori cunoscut sub numele de Prelude nr. 26, piesa este foarte scurtă și, în general, luminos în ton .

### Preludiul"Trilul Diavolului"(Nr.27)
Un alt preludiu există în E ♭ minor și a fost subintitulată „Trilul diavolului“ de Jeffrey Kallberg, profesor de istoria muzicii la Universitatea din Pennsylvania . Kallberg ia dat această porecla pentru asemănările cu sonata violoncelă a lui Giuseppe Tartini , cunoscută sub numele de The Devil's Trill , Tartini fiind o influență probabilă asupra lui Chopin. Semnătura originală a fost răsturnată în grabă (mai mult decât de obicei în manuscrisele originale ale lui Chopin).
Chopin a lăsat această piesă neterminată și pare să fi eliminat-o; în timp ce el a lucrat la el în timpul șederii sale pe Mallorca, preludiul E ♭ minor care în final a făcut parte din Op. Setul 28 este o piesă complet neatinsă. Realizarea lui Kallberg a preludiului din schițele aproape costisitoare ale lui Chopin nu merge mai departe decât în cazul în care Chopin a încetat. Piesa a avut prima interpretare publică în iulie 2002 la Festivalul de muzică Newport din Newport, Rhode Island, cu pianistul Alain Jacquon.

## Mai multă lectură
- Leontsky, Jan: Interpretarea lui Chopin. 24 Preludii, Op. 28. Analiza, comentariile și alegerile interpretative. Edițiile Tarnhelm.